# Domo mia
Domo mia (in italiano Casa mia) è un brano musicale con testo bilingue, con parti in sardo logudorese e parti in italiano, del gruppo sardo Tazenda, realizzato in duetto con Eros Ramazzotti e pubblicato nel 2007 come il primo estratto dal settimo album della band Vida.
Il singolo arriva sul mercato a poco meno di un anno dalla prematura morte di Andrea Parodi, storico cantante dei Tazenda. Domo mia è un duetto fra Beppe Dettori, il nuovo cantante, ed Eros Ramazzotti, che per la prima volta canta in lingua sarda (variante logudorese). È stato prodotto ed arrangiato da Maurizio Bassi e registrato e mixato da Marco Barusso.

## Successo commerciale
Il brano ha avuto un grande successo di vendite in Italia, raggiungendo la vetta della classifica e rimanendovi per tre settimane di fila. A fine anno le sue vendite sono state certificate per 68 000 copie, cifra che ha valso il disco di platino al singolo.

## Classifiche
| Classifica (2007) | Posizione massima |
| ----------------- | ----------------- |
| Italia            | 1                 |

### Classifiche di fine anno
| Classifica (2007) | Posizione |
| ----------------- | --------- |
| Italia            | 14        |